# Казки міста (мінісеріал, 2019)
«Казки міста» (англ. Armistead Maupin's Tales of the City) — американський драматичний телевізійний мінісеріал, прем'єра якого відбулася 7 червня 2019 року на Netflix, заснований на однойменній серії романів Армістеда Мопіна. Лора Лінні, Пол Гросс, Олімпія Дукакіс і Барбара Гаррік повторюють свої ролі з попередніх телевізійних екранізацій книг Мопіна: оригінальної «Казки міста» 1993 року та продовжень «Більше казок міста» (1998) і «Подальші казки міста» (2001). Серіал став останньою телевізійною роллю Дукакіс перед її смертю.
Шоу виграло нагороду GLAAD Media Award за видатний лімітований серіал на 31-й церемонії вручення нагород, це третє нагородження екранізацій після оригінальних «Казок міста» на церемонії нагородження 1995 року та продовження «Більше казок міста» на церемонії 1999 року.

## Зміст
Серіал розповідає історію Мері Енн Сінглтон, яка повертається на Барбері-Лейн, 28, у Сан-Франциско після 23 років відсутності на 90-й день народження своєї колишньої господині, Анни Мадригал. Повернення Мері Енн означає не лише радісне возз'єднання з Майклом Толлівером і Анною, але й зіткнення зі складними відносинами з її колишнім чоловіком, Браяном Гокінсом, і їхньою спільною донькою, Шоною.
Історія стає ще заплутанішою, коли Шона починає слідкувати за таємничим потягом до нової дівчини в місті, яка знімає документальний фільм про Барбері-Лейн, 28. Паралельно розгортаються стосунки між чоловіком-трансгендером Джейком Родрігесом і його дівчиною-лесбійкою Марго Пак, які стикаються з викликами, коли Джейк розпочинає свій внутрішній пошук і розуміння свого нового потягу до чоловіків.
Подальша напруга в серіалі виникає, коли Анна починає отримувати таємничі листи з погрозами розкриття таємниці з її минулого. Всі ці переплетені сюжетні лінії створюють глибоку і захопливу історію про любов, сім'ю, відкриття себе і розв'язання проблем минулого, яка тримає глядача в напрузі до останньої миті.

## Актори та персонажі

### Головні
- Лора Лінні — Мері Енн Сінглтон, відчужена прийомна мати Шони, яка повертається до Сан-Франциско після виїзду понад 20 років тому
- Елліот Пейдж (тоді ще Еллен Пейдж) — Шона Гокінс, прийомна дочка Мері Енн і Браяна
- Пол Гросс — Браян Гокінс, колишній чоловік Мері Енн і прийомний батько Шони
- Мюррей Бартлетт — «Миша» / Майкл Толлівер, найкращий друг Мері Енн із фільму «Барбарі Лейн, 28»
- Чарлі Барнетт — Бен Маршалл, молодший бойфренд Майкла
- Гарсія — Джейк Родрігес, трансгендер, який доглядає за Анною на Барбері-Лейн, 28
- Мей Хонг — Марго Парк, подруги Джейка
- Олімпія Дукакіс — Анна Мадригал, 90-річна трансгендерна жінка, власниця Барбері-Лейн, 28
- Барбара Ґаррік — ДеДе Халсіон Дей, світська левиця, подруга Мері Енн і коханка Марго

### Повторювані
- Ешлі Парк — Ені (Дженніфер) Вінтер, інфлюенсер Instagram разом зі своїм братом-близнюком Рейвеном
- Крістофер Ларкін — Джонатан-Рейвен, брат-близнюк Ені
- Зоша Меміт — Клер Дункан, документалістка та коханка Шони
- Майкл Парк — Роберт Вотсон, чоловік Мері Енн, який з нею розлучається
- Колдвелл Тідік'ю (Дреґ-королева Боб) — Іда Бест, менеджер бурлеск-бару Body Politic
- Дікі Гартс — Матео, глухий дворецький ДеДе
- Мішель Буто — Рен, сусідка та подруга Браяна
- Віктор Ґарбер — Сем Ґарленд, чоловік з Rainbow Readers, який читає книжки Анні
- Бенджамін Тіс — Елі, чоловіка, який починає поліаморні сексуальні стосунки з Шоною та її дружиною
- Саманта Соул — Інка, поліамурна дружина Елі
- Хуан Кастано — Флако Рамірес, колега Бена та коханий Джейка
- Метью Ріш — Гаррісон, колишній хлопець Майкла
- Джен Річардс — молода Анна Мадригал
- Даніела Вега — Ізела, трансгендерна жінка та перша подруга Анни, коли вона переїхала до Сан-Франциско

### Гостьові
- Малкольм Ґетс — Стен, друг Гаррісона
- Ден Батлер — Ден, друг Гаррісона (Батлер раніше зображував персонажа Едварда Басса Метісона у мінісеріалі «Більше казок міста» 1998 року)
- Стівен Спінелла — Кріс, друг Гаррісона
- Браян Батт — Кріс Бауер, друг Гаррісона
- Джон Гловер — Білл Шварц, колишній офіцер поліції Сан-Франциско, резидент Flamingo Arms
- Люк Кірбі — Томмі, офіцер поліції, хлопець молодої Анни
- Моллі Рінгволд — пані Дункан, мати Клер, колекціонерка мистецтва
- Катя Замолодчикова — регістраторка шлюбу
- Мері Луїза Вілсон — Доріс, жителька селища для пенсіонерів, яку відвідує Анна